# Habrocestum speciosum
Habrocestum speciosum es una especie de arañas araneomorfas de la familia Salticidae.

## Distribución geográfica
Es endémica de las islas de Socotra y Darsah (Yemen).